# 八王子市立恩方第二小学校
八王子市立恩方第二小学校（はちおうじしりつ おんがただいにしょうがっこう）は、東京都八王子市上恩方町にある公立小学校。童謡・唱歌「夕焼小焼」（作詞:中村雨紅,作曲:草川信）のモデルとして知られる上恩方にあり、太陽の当たるのは一日の半分しからない半日村に所在する。
2024年（令和6年）4月1日現在、生徒数35人、教員数25人である。。

## 沿革
（この節の出典：）
- 1873年（明治06年）06月10日 - 創立。金照庵をもって校舎にあて案学舎と改称し、学区域を力石以西とした。
- 1880年（明治13年）01月 - 上恩方小学校と改称、同年2月校舎新築
- 1905年（明治38年）04月01日 - 高等科設置。上恩方尋常高等小学校と改称
- 1907年（明治40年）04月 - 案下小学校。醍醐小学校を上恩方小学校に合併
- 1908年（明治41年）05月05日 - 校舎増設。恩方尋常小学校と改称
- 1941年（昭和16年）04月01日 - 学制改革により恩方第二国民学校と改称
- 1947年（昭和22年）04月01日 - 六・三制施行により恩方第二小学校と改称
- 1948年（昭和23年）09月 - 恩方第二小学校PTA発足
- 1955年（昭和30年）04月01日 - 恩方地区が八王子市に合併、八王子市立恩方第二小学校と改称
- 1957年（昭和32年）05月01日 - 校歌発表 作詞：中村雨紅 作曲：権藤圓立
- 1972年（昭和47年）03月31日 - 体育館完成
- 1975年（昭和50年）06月26日 - 25mプール完成
- 1977年（昭和52年）09月21日 - 校庭整地完了
- 2009年（平成21年）12月05日 - 財団法人安藤スポーツ・食文化振興財団第８回トム・ソーヤースクール企画コンテスト奨励賞受賞
- 2012年（平成24年）01月25日 - 体育館耐震工事完了

## 交通アクセス
（この節の出典：）
- JR中央線・京王高尾線の高尾駅下車。

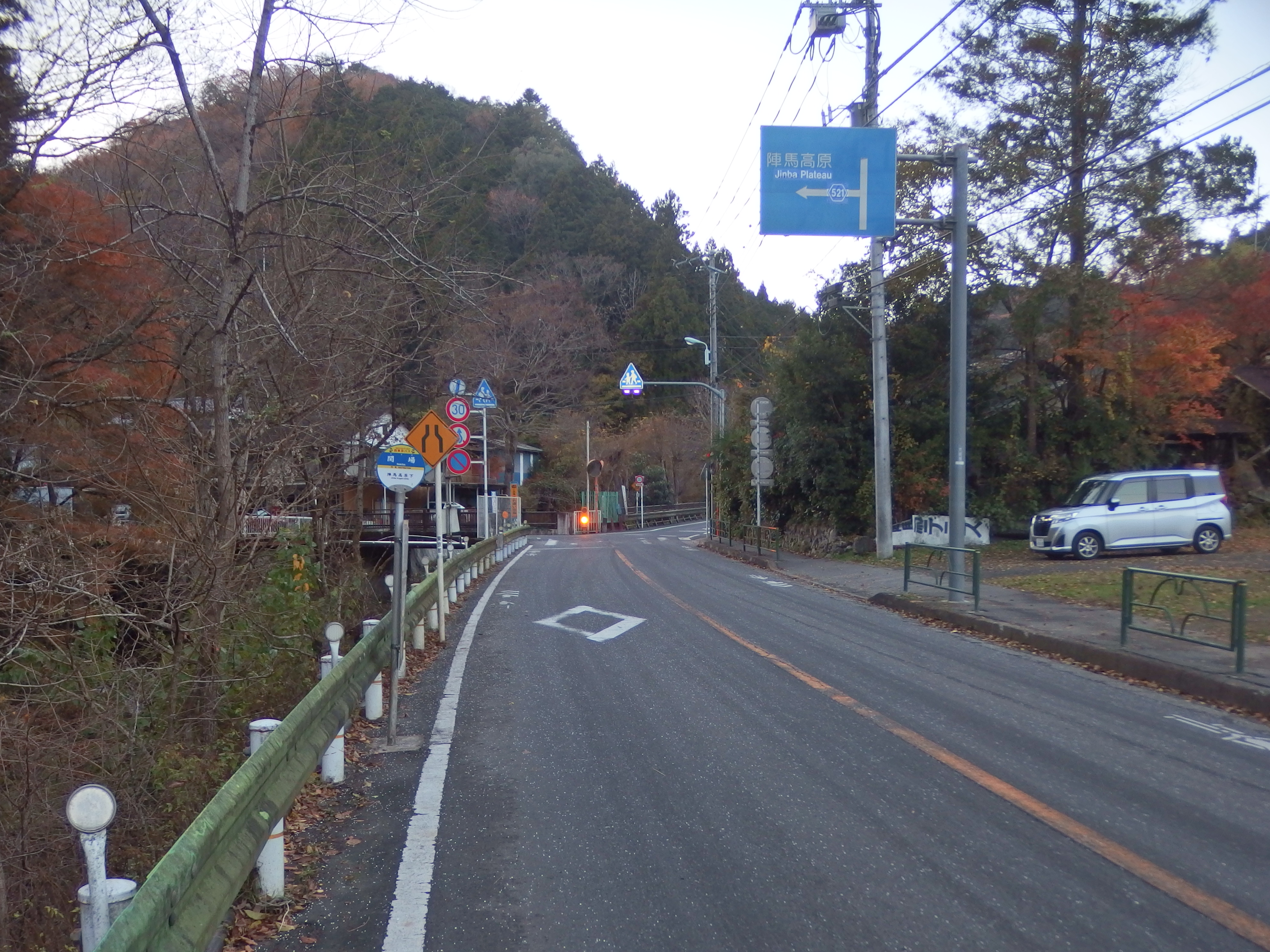

  - 北口バス乗り場から、西東京バスで「陣馬高原下」行き（西東京バス恩方営業所が運行）[2]「乗車。「関場」停留所下車。

## 周辺の施設
- 口留番所跡[要出典]

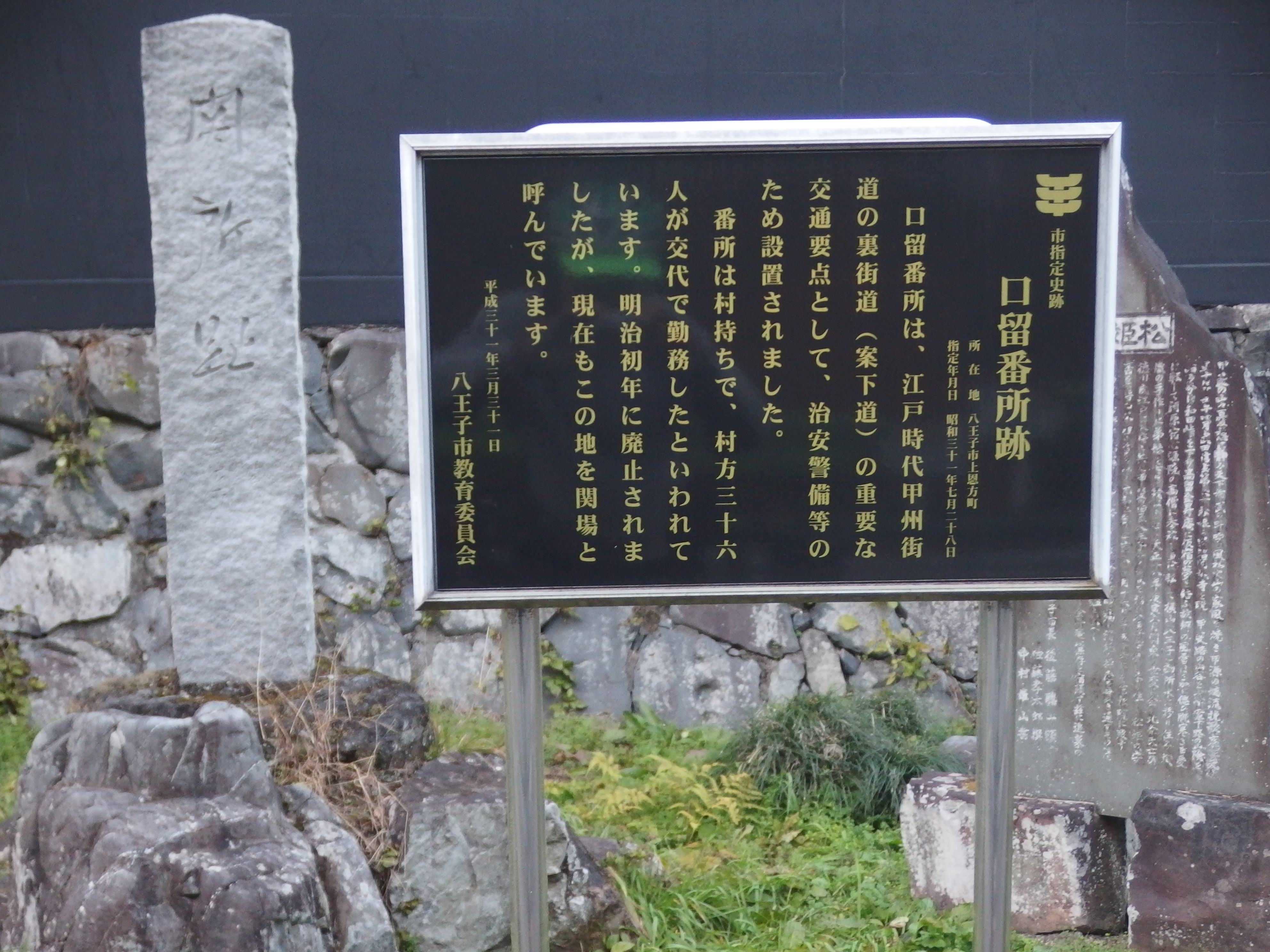

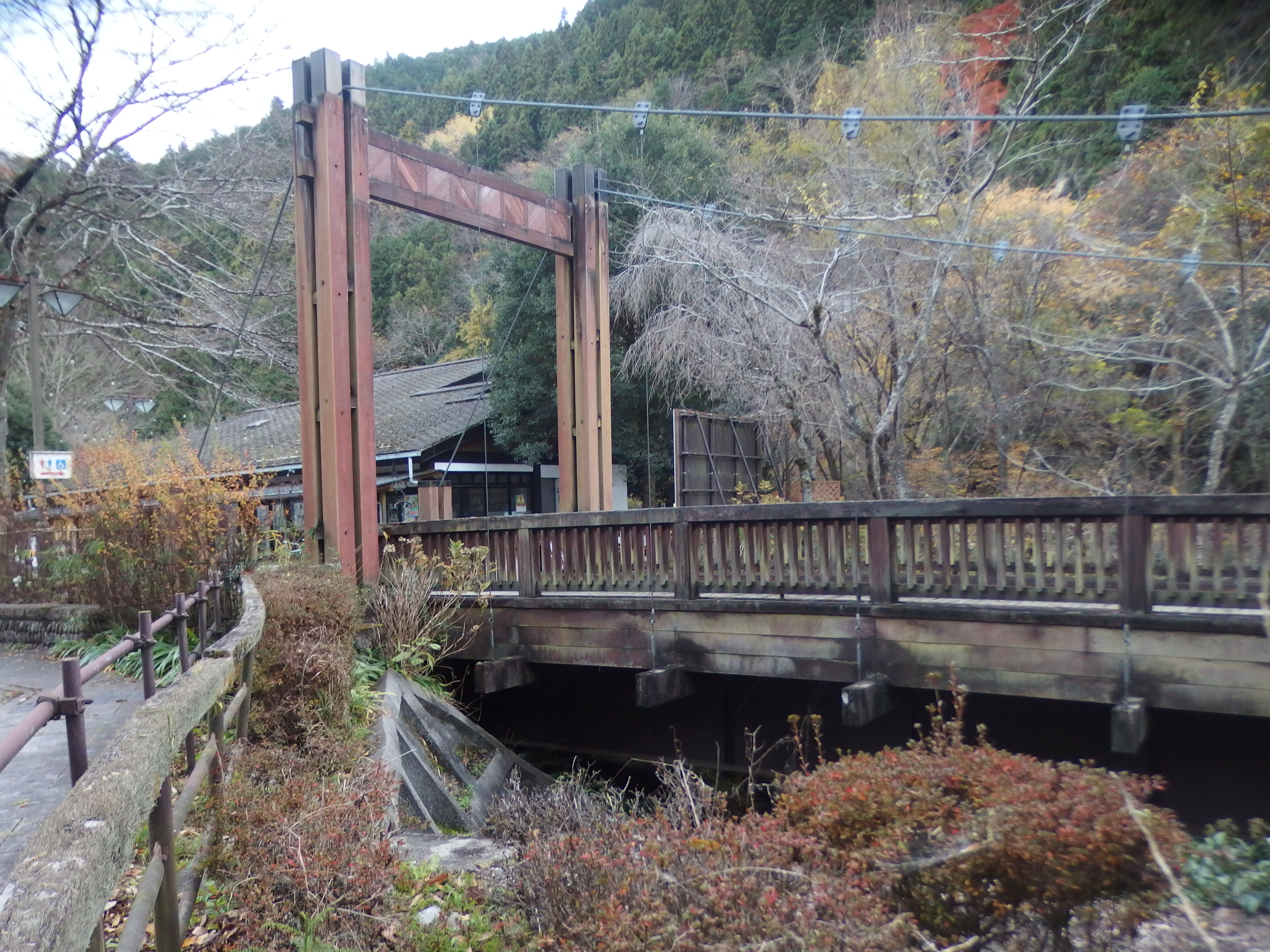

- 夕やけ小やけふれあいの里 - 東京府南多摩郡恩方（おんがた）村（現在の東京都八王子市上恩方町）[3][4]の風景を歌った唱歌・童謡「夕焼小焼」（作詞者中村雨紅）。学校の所在する上恩方町の農林業など体験できる施設[5]。